# العلاقات البوسنية الكندية
العلاقات البوسنية الكندية هي العلاقات الثنائية التي تجمع بين البوسنة والهرسك وكندا.

## مقارنة بين البلدين
هذه مقارنة عامة ومرجعية للدولتين:
| وجه المقارنة                                              | البوسنة والهرسك                                             | كندا                     |
| --------------------------------------------------------- | ----------------------------------------------------------- | ------------------------ |
| المساحة (كم2)                                             | 51.20 ألف                                                   | 9.98 مليون               |
| عدد السكان (نسمة)                                         | 3.51 مليون                                                  | 35.70 مليون              |
| الكثافة السكانية (ن./كم²)                                 | 68.55                                                       | 3.58                     |
| العاصمة                                                   | سراييفو                                                     | أوتاوا                   |
| اللغة الرسمية                                             | اللغة البوسنوية، اللغة الكرواتية، اللغة الصربية             | لغة إنجليزية، لغة فرنسية |
| العملة                                                    | مارك بوسني                                                  | دولار كندي               |
| الناتج المحلي الإجمالي (بليون دولار)                      | 18.17 مليار                                                 | 1.65 تريليون             |
| الناتج المحلي الإجمالي (تعادل القوة الشرائية) بليون دولار | 41.35 مليار                                                 | 1.59 تريليون             |
| الناتج المحلي الإجمالي الاسمي للفرد دولار أمريكي          | 4.25 ألف                                                    | 43.25 ألف                |
| الناتج المحلي الإجمالي للفرد دولار أمريكي                 | 10.43 ألف                                                   | 45.07 ألف                |
| مؤشر التنمية البشرية                                      | 0.733                                                       | 0.913                    |
| رمز المكالمات الدولي                                      | +387                                                        | +1                       |
| رمز الإنترنت                                              | .ba                                                         | .ca                      |
| المنطقة الزمنية                                           | توقيت وسط أوروبا، ت ع م+01:00، ت ع م+02:00، أوروبا/سراييفو ‏ |                          |

## مدن متوأمة
في ما يلي قائمة باتفاقيات التوأمة بين مدن بوسنية وكندية:
- ترتبط سراييفو مع كالغاري باتفاقية توأمة منذ 1964.

## منظمات دولية مشتركة
يشترك البلدان في عضوية مجموعة من المنظمات الدولية، منها:
| علم المنظمة | اسم المنظمة                               | تاريخ انضمام البوسنة والهرسك | تاريخ انضمام كندا |
| ----------- | ----------------------------------------- | ---------------------------- | ----------------- |
|             | مؤسسة التنمية الدولية                     | 25 فبراير 1993               | 24 سبتمبر 1960    |
|             | الأمم المتحدة                             | 22 مايو 1992                 | 9 نوفمبر 1945     |
|             | منظمة الشرطة الجنائية الدولية             | ?                            | ?                 |
|             | المركز الدولي لتسوية المنازعات الاستشارية | 13 يونيو 1997                | 1 ديسمبر 2013     |
|             | منظمة الأمن والتعاون في أوروبا            | 30 أبريل 1992                | 25 يونيو 1973     |
|             | الاتحاد الدولي للاتصالات                  | 20 أكتوبر 1992               | 1 يوليو 1908      |
|             | البنك الدولي للإنشاء والتعمير             | 25 فبراير 1993               | 27 ديسمبر 1945    |
|             | الاتحاد البريدي العالمي                   | ?                            | ?                 |
|             | منظمة حظر الأسلحة الكيميائية              | ?                            | ?                 |
|             | مؤسسة التمويل الدولية                     | 25 فبراير 1993               | 20 يوليو 1956     |
|             | وكالة ضمان الاستثمار متعدد الأطراف        | 19 مارس 1993                 | 12 أبريل 1988     |
|             | يونسكو                                    | 2 يونيو 1993                 | 4 نوفمبر 1946     |
|             | اتفاقية السماوات المفتوحة                 | ?                            | ?                 |

## أعلام
هذه قائمة لبعض الشخصيات التي تربطها علاقات بالبلدين:
- أسمير بيغوفيتش (لاعب كرة قدم بوسني، 20 يونيو 1987 – )
- جورج كابالو (12 سبتمبر 1937 – )
- ستيفان يانكوفيتش (4 أغسطس 1993 – )
- نيمانيا ميتروفيتش (لاعب كرة سلة بوسني، 27 يوليو 1990 – )
- هانا بيغوفيتش (1 أكتوبر 1998 – )

## وصلات خارجية
- موقع وزارة الخارجية البوسنية
- موقع وزارة الخارجية الكندية